# ГЛОНАССсофт
«ГЛОНАССсофт» — российская IT-компания, разработчик программного обеспечения и производитель оборудования для спутникового контроля объектов[1]
[2]. Организационно-правовая форма: общество с ограниченной ответственностью. Головной офис компании находится в Краснодаре.
В штат компании входят: специалисты по программированию, разработке и сопровождению собственного программного обеспечения, системные администраторы, разработчики ГЛОНАСС/GPS трекеров и иного оборудования для мониторинга объектов, а также специалисты отдела продаж, логистической службы, маркетинга и бухгалтерии.

## История
Компания ГЛОНАССсофт была основана 15.11.2007. Основателем и ключевой фигурой компании является Криворотько Виталий Николаевич. В январе 2008 была запущена первая версия платформы «ГЛОНАССсофт».
12 апреля 2012 года компания «ГЛОНАССсофт» объявила о сотрудничестве с компанией «Неоматика» (г. Пермь) в области производства оборудования спутникового мониторинга (трекеры серии ADM).
В 2013 году компания ГЛОНАССсофт, в сотрудничестве с ОАО «ВымпелКом», представила новый М2М-сервис — трекеры со встроенными SIM-чипами «Билайн», подключенными к платформе Jasper.
В ноябре 2013 года участвовала в международной выставке «ЮГАГРО 2013» (г. Краснодар) и международной конференции «ТЕЛЕМАТИКА» (г. Минск). В апреле 2014 стенд компании был представлен на международной выставке «Навитех 2014» (г. Москва).
В феврале 2015 года компания ГЛОНАССсофт была активным участником XXV специализированной выставки «Агропромышленный комплекс» (г. Волгоград).
В 2017 году компания выпустила первый ГЛОНАСС/GPS трекер на собственной платформе УМКа300, в 2018 году в продаже появилась обновленная модификация УМКа301.
Февраль 2019 года для компании приобрел значение благодаря релизу новинки - УМКа310, это ГЛОНАСС/GPS трекер который стал самым компактным и функциональным в своем классе.
Благодаря новым устройствам, к 2019 году компания стала лидером рынка мониторинга транспорта в ЮФО, она входит в ТОП-20 (15 место) мировых производителей ГЛОНАСС/GPS оборудования по версии отраслевого рейтинга Гуртам . Занимает 5 место среди разработчиков программного обеспечения для мониторинга в странах СНГ.
Среднесписочная численность  2 сотрудника (2019)

## Деятельность
Компания разрабатывает и внедряет комплексные решения на базе спутниковых навигационных систем ГЛОНАСС/GPS и сотовой связи GSM (GPRS/SMS/3G).
Основой всех создаваемых систем и решений является облачная платформа «ГЛОНАССсофт». Платформа разработана для построения систем мониторинга, использующих ГЛОНАСС и GPS технологии и может применяться для организации диспетчерского центра предприятия или компании.
Платформа «ГЛОНАССсофт» с высокой точностью определяет координаты ТС, скорость передвижения, время движения и остановок, посещение заданных мест, расход топлива и другие параметры. По данным пользователей, это позволяет добиться сокращения расходов на содержание автопарка до 30% за 4 месяца.
Модульная архитектура платформы позволяет адаптировать систему для решения специализированных и отраслевых задач.
Более 5000 предприятий малого, среднего и крупного бизнеса доверили компании контроль своих автопарков, 840 из которых стали клиентами в 2018 году.
Компания «ГЛОНАССсофт» самостоятельно проводит разработку и производство ГЛОНАСС/GPS трекеров, RFID считывателей, меток и дополнительного оборудования. В производимых терминалах используются только ГЛОНАСС/GPS-чипы.
Компания «ГЛОНАССсофт» ведет постоянные разработки устройств сопряжения навигационного оборудования с дополнительным оборудованием и исполнительными механизмами специальной техники (датчики топлива, температурные датчики, индуктивные датчики) с использованием анализа алгоритмов работы оборудования на основе микроконтроллеров.
Направления работы:
- Разработка программного обеспечения для контроля и управления автопарками
- Комплексные разработки в сфере спутникового мониторинга объектов
- Производство оборудования для спутникового контроля и управления транспортом (трекеры, считыватели и метки)
- Интегрирование ГЛОНАСС/GPS систем и оборудования
- Оказание услуг спутникового мониторинга на территории РФ и стран СНГ
- Техническая поддержка клиентов
- Помощь в работе с облачной платформой «ГЛОНАССсофт»